# Notoraja sticta
Notoraja sticta är en rockeart som beskrevs av McEachran och Last 2008. Notoraja sticta ingår i släktet Notoraja och familjen egentliga rockor. IUCN kategoriserar arten globalt som livskraftig. Inga underarter finns listade i Catalogue of Life.